# Соневидные опоссумы (род)
Соневидные опоссумы, или опоссумы Чилоэ, или кококоло, или чилоэские опоссумы (лат. Dromiciops), — род сумчатых млекопитающих, единственный современный в семействе соневидных опоссумов (Microbiotheriidae) и отряде микробиотериев (Microbiotheria). Выделяют от одного до трёх видов соневидных опоссумов, обитающих на юго-западе Южной Америке.
Среда обитания соневидных опоссумов представляет собой тропические леса с тёплым умеренным климатом, характеризующиеся широким распространением нотофагуса.

## Классификация
Систематика соневидных опоссумов является предметом научной дискуссии. Традиционно род считается монотипическим, и к нему относят только один вид — соневидный опоссум (Dromiciops gliroides). Филогеографическое исследование, проведённое К. Хаймсом, М. Галлардо и Г. Кенаги (2008), обосновало существование трёх основных аллопатрических гаплогрупп соневидных опоссумов со значительным уровнем дивергенции (8,2—15,1%). Основываясь на выводах этого исследования, Д'Элия, Н. Хуртадо и Д’Анатро (2016) выделили из состава D. gliroides два новых вида: D. bozinovici и D. mondaca. D. gliroides s. s. занимает южную часть ареала рода (включая остров Чилоэ), D. bozinovici — северную, D. mondaca — центральную [https://oup.silverchair-cdn.com/oup/backfile/Content_public/Journal/jmammal/97/4/10.1093_jmammal_gyw068/5/m_jmamma_gyw068_f0001.jpeg?Expires=1642807777&Signature=rFN5X3n18-DkLNvN-mORwVPKCSQhUs8NT5HSwcFPeEswLrZFSSvIK7-r5r-qLIrbSAqBqjFIo4PlJdHUVJgik-0bz0XpvpwNW~l6HD2zl-G~zTWgbsIN95bLB3WbiUNErdI3rbpVo3cOVJ2q1qAbVDF~1wm8FJ4vTDA5Ud0KwWuADEfCFyyEyZfEm-GJGzRdodQRorpBVuBJaCoVmP1VQYZGSpGnBbq3FBb9XpbGtlD3Qg~IH0Ww~Ik3~eTGKSgPkbZ1mDNFPm~CF0Dc03ffaLcl~19O3cmuEkYHvc~~2ku3GThm8hp2FFo8tiBwWhelifmGiEFN73YUa5wcsHCabw__&Key-Pair-Id=APKAIE5G5CRDK6RD3PGA [см. карту]]. Обоснованность выделения новых видов была оспорена рядом исследователей, объяснивших морфологические различия между популяциями внутривидовой изменчивостью. 
Кинтеро-Гальвис и соавторы (2021) проанализировали широкую географическую выборку митохондриальных ДНК и ядерных геномов, применяя калибровку с использованием окаменелостей. Они пришли к выводу, что D. gliroides и D. bozinovici являются самостоятельными видами, разошедшимися примерно 13 млн лет назад, в миоцене (а не в плейстоцене, как считалось ранее). Согласно анализу, популяции, которые Д'Элия и соавторы (2016) рассматривали как виды D. mondaca и  D. gliroides s. s., разошлись около 9,57 млн лет назад. Однако при этом Кинтеро-Гальвис и коллеги отмечают, что индекс генеалогической дивергенции D. mondaca недостаточно высок, чтобы его можно было считать видом, отдельным от D. gliroides.